# Liste der Baudenkmäler in Pressig
Auf dieser Seite sind die Baudenkmäler in dem oberfränkischen Markt Pressig zusammengestellt. Diese Tabelle ist eine Teilliste der Liste der Baudenkmäler in Bayern. Grundlage ist die Bayerische Denkmalliste, die auf Basis des Bayerischen Denkmalschutzgesetzes vom 1. Oktober 1973 erstmals erstellt wurde und seither durch das Bayerische Landesamt für Denkmalpflege geführt wird. Die folgenden Angaben ersetzen nicht die rechtsverbindliche Auskunft der Denkmalschutzbehörde.

Diese Liste gibt den Fortschreibungsstand vom 27. Oktober 2024 wieder und enthält 101 Baudenkmäler, darunter ein bereits abgegangenes Objekt.

## Ensembles

### Gruppe von Wohnstallbauten in Eila
Das Ensemble umfasst die Gruppe von verschieferten Wohnstallbauten nördlich um den Dorfteich als historisch erhaltener Rest des ehemaligen, wohl im späten 14. Jahrhundert angelegten Angerortes Eila. Die in der Tradition des Frankenwaldhauses errichteten ein- oder zweigeschossigen, vorwiegend giebelständigen Bauten stammen aus dem 18. Jahrhundert bis in die Zeit der 1930er Jahre und bilden eine gestaffelte Reihe am nördlichen und östlichen Rand des Dorfangers. Am Rande des Ensembles entstanden ab der zweiten Hälfte des 20. Jahrhunderts Wohn- und Ökonomiebauten, die den traditionellen Haustypus nicht fortsetzen. (Aktennummer E-4-76-164-1)

## Baudenkmäler nach Gemeindeteilen

### Pressig
| Lage                                      | Objekt                            | Beschreibung | Akten-Nr.              | Bild           |
| ----------------------------------------- | --------------------------------- | --- | ---------------------- | -------------- |
| Hauptstraße 18 (Standort)                 | Katholische Pfarrkirche Herz Jesu | Dreischiffiger Bau aus Bruchsteinmauerwerk mit abgewalmtem Dach, seitlicher Glockenturm mit Zeltdach; mit alter Ausstattung | D-4-76-164-1 Wikidata  | weitere Bilder |
| Hauptstraße 10, vor der Schule (Standort) | Bildstock                         | Sandstein, gewundene, ionische Säule und vierseitiger Aufsatz mit Bildnischen und Bogengiebeln, 1747 Dieser Bildstock stand ursprünglich vor der Pfarrkirche und wurde nach einer Renovierung in den 1970er Jahren an seinen heutigen Standort versetzt. Er ruht auf einem konkav-konvex profilierten Sockel, der die Inschrift „Zur Ehre Gottes hat Michael Fehn schuldeiß zu Pressig diese Marter setzen Lassen 1747“ trägt. Darauf erhebt sich ein gewundener, mit Weinranken verzierter Schaft. Es folgt ein ionisches Kapitell, das den von eingezogenen Rundbogen geschlossenen Aufsatz trägt. Die Reliefs an dessen vier Seiten zeigen den Erzengel Michael, die Krönung Mariens, eine Kreuzigungsgruppe und die Glosberger Muttergottes.:79 Eine Marienstatue in dem nördlich der Kreisstadt Kronach gelegenen Wallfahrtsort soll 1727 mehrmals blutige Tränen geweint haben, weshalb dieses Motiv auf zahlreichen Bildstöcken im Frankenwald zu finden ist. | D-4-76-164-2 Wikidata  | weitere Bilder |
| Kronacher Straße 1 (Standort)             | Wohnstallhaus                     | Erdgeschossiger, traufständiger Satteldachbau, verschiefert, um 1880 | D-4-76-164-88 Wikidata | Wohnstallhaus  |
| Mühlgasse 7 (Standort)                    | Mühle                             | Zweigeschossiger Walmdachbau mit Eckquaderung, bezeichnet „1859“, zweigeschossiger Walmdachanbau mit verschiefertem Obergeschoss, bezeichnet „1829“, Satteldachanbau mit Holzverschalung | D-4-76-164-89 Wikidata | Mühle          |

### Brauersdorf
| Lage                                                                    | Objekt    | Beschreibung | Akten-Nr.             | Bild           |
| ----------------------------------------------------------------------- | --------- | --- | --------------------- | -------------- |
| Glossbach; am ehemaligen Kirchweg nach Rothenkirchen (Standort)         | Flurkreuz | Gusseisen, Sandsteinsockel, bezeichnet „1947“ Das Flurkreuz ruht auf einem abgesetzten, rechteckigen Sandsteinsockel mit geschwungenem Abschluss. Die Vorderseite trägt die Inschrift „Gelobt sei Jesus Christus“ und den Vers „Du siehst im Reiche der Natur Deines großen Gottes Spur Doch willst du ihn noch größer sehn, Mußt du zu seinem Kreuze gehn“, darunter den Namen der Stifter und das Errichtungsjahr: „Errichtet v. Gg. und Eva Kestel Br.dorf 1947“. Beim Aufsatz handelt es sich um ein aus Rankenwerk gebildetes Gusseisenkreuz mit breiteren Enden, die Vierung trägt die Inschrift „INRI“. Der Bronzekorpus zeigt den Segensgestus. Für den Sockel wurde ein Grabstein umgearbeitet, der Aufsatz stammt wahrscheinlich von einem Grab auf dem Teuschnitzer Friedhof.:7–8                 | D-4-76-164-4 Wikidata | Flurkreuz      |
| Glossbach; an der Straße nach Rothenkirchen (Standort)                  | Bildstock | Sandstein, verjüngter Pfeiler und vierseitiger Aufsatz mit Bildfeldern und Bogengiebeln, 1746 Dieses Flurdenkmal ähnelt sehr stark dem 1744 entstandenen Bildstock am Ortseingang; wahrscheinlich wurden beide vom selben Bildhauer geschaffen. Der Bildstock steht auf einem konkav-konvex profilierten Sockel, der die Inschrift „17. HK (Hauszeichen) . PH . 46“ trägt. Der Pfeilerschaft ist an der Vorderseite mit Dekor verziert und endet mit einem toskanischen Kapitell. Darauf ruht der von eingezogenen Rundbogen geschlossene Aufsatz, dessen vier Reliefs die Trinität, Christus am Ölberg, die fünf Wunden Christi und eine Darstellung der Maria der Sieben Schmerzen (Mater Dolorosa) zeigen.:8                                                                                              | D-4-76-164-6 Wikidata | weitere Bilder |
| Glossbach; an der Straße nach Rothenkirchen (Standort)                  | Bildstock | Sandstein, niedriger Pfeiler und vierseitiger Aufsatz mit Bildnischen und Bogengiebeln, 18. Jahrhundert Vom mit Dekor versehenen Schaft dieses Bildstocks ist nur die untere Hälfte erhalten. Sie steht auf einem konkav-konvex profilierten Sockel und trägt den mit eingezogenen Rundbogen geschlossenen Aufsatz. Dessen vier Seiten zeigen eine Kreuzigungsgruppe, den heiligen Georg, die Krönung Mariens und die Heilige Margaretha. Die einstige Bekrönung mit einer Steinkugel und einem schmiedeeisernen Kreuz ist abgegangen.:7–8 | D-4-76-164-5 Wikidata | Bildstock      |
| Heinersbach; an der Straße nach Rothenkirchen (Standort)                | Bildstock | Sandstein, Pfeiler und vierseitiger Aufsatz mit Bildfeldern und Bogengiebeln, bezeichnet „1744“ Der Bildstock steht auf einem konkav-konvex profilierten Sockel, der an der Vorderseite mit „17 HP H (Hauszeichen) 44“ bezeichnet ist. Der Pfeilerschaft ist an der Stirnseite mit Dekorwerk versehen und endet in einem toskanischen Kapitell. Darauf ruht der von eingezogenen Rundbogen geschlossene Aufsatz, der in Reliefform Darstellungen der Glosberger Muttergottes, der fünf Wunden Christi und der Trinität zeigt; die vierte Seite ist vermutlich bei einem Sturz abgebrochen.:7 | D-4-76-164-3 Wikidata | Bildstock      |
| Bergmaß; an der Straße nach Marienroth (Standort)                       | Bildstock | Sandstein, gewundene Säule und vierseitiger Aufsatz mit Bildnischen und Bogengiebeln, 1881 Dieses Flurdenkmal ruht auf einem konkav-konvexen Sockel, der die Inschrift „Errichtet v. Kunigunda Ellmer Brauersdorf 1881“ trägt. Der Pfeilerschaft ist mit Weinranken und Trauben verziert; er trägt einen ausladenden quadratischen Aufsatz mit Bogengiebeln. Die vier Bildnischen des Aufsatzes zeigen in Reliefform Darstellungen der Vierzehn Nothelfer mit dem Jesuskind, der Muttergottes, der Trinität und des heiligen Florian. Der Überlieferung nach verunglückte ein Bauer aus Brauersdorf auf dem abschüssigen Fuhrweg am Standort des Bildstocks mit seinem Gespann und wurde von diesem überrollt. Aus Dankbarkeit für die Genesung des Mannes ließ seine Familie das Flurdenkmal errichten.:8–9 | D-4-76-164-8 Wikidata | weitere Bilder |
| Angermaß; östlich des Ortes an der Straße Marienroth–Posseck (Standort) | Flurkreuz | Gusseisen auf Sandsteinsockel, bezeichnet „1904“ Das Flurkreuz steht auf einem hohen Sandsteinsockel mit giebelartigem Abschluss und einem an den Seiten verstärkten Fuß. An der Vorderseite befindet sich ein rundbogig schließendes Feld mit der Inschrift „Errichtet von M. Hempfling 1904“. Beim Aufsatz handelt es sich um ein gusseisernes Kruzifix, dessen Enden mit Ornamenten verziert sind. Über dem Korpus ist eine Schriftrolle mit dem Schriftzug „INRI“ angebracht. Stifter des Flurdenkmals war der Schuhmacher Michael Hempfling, der sich in einer Winternacht auf dem Heimweg von Posseck nach Marienroth in das Tal der Haßlach bei Rothenkirchen verirrte. Aus Dankbarkeit für seine wohlbehaltene Heimkehr ließ er dieses Kreuz errichten.:55–56                                        | D-4-76-164-7 Wikidata | Flurkreuz      |

### Eila
| Lage                                                                       | Objekt                                 | Beschreibung | Akten-Nr.              | Bild           |
| -------------------------------------------------------------------------- | -------------------------------------- | --- | ---------------------- | -------------- |
| Eila 2 (Standort)                                                          | Wohnstallhaus                          | Erdgeschossiger, verschieferter Blockbau auf Sandsteinsockel, Satteldach, 18. Jahrhundert, Giebel mit dekorativer Bemalung, 19. Jahrhundert | D-4-76-164-9 Wikidata  | Wohnstallhaus  |
| Eila 12 (Standort)                                                         | Wohnstallhaus                          | Erdgeschossiger Satteldachbau mit Kniestock und Zwerchhaus, 18. Jahrhundert, dekorativ bemalte Verschieferung, 19. Jahrhundert | D-4-76-164-10 Wikidata | Wohnstallhaus  |
| Eila 13 (Standort)                                                         | Wohnstallhaus                          | Erdgeschossiger, verschieferter Blockbau auf Sandsteinsockel, Satteldach, 18. Jahrhundert, Giebel mit dekorativer Bemalung, 19. Jahrhundert | D-4-76-164-11 Wikidata | Wohnstallhaus  |
| Eila 18, im Garten (Standort)                                              | Bildstock                              | Sandstein, niedriger Pfeiler und Aufsatz mit Bogenabschluss, 1733 Der Bildstock besteht aus einem einzigen Stück Sandstein. Die vier Seiten des Schafts sind gefeldert, die Vorderseite trägt die stark verwitterte Inschrift „Gott zu Ehren … 1733“. Der mit einem Rundbogen geschlossene Aufsatz zeigt an der Hauptseite ein Relief mit dem ans Kreuz geschlagenen Christus und davor einen vom Blitz erschlagenen Menschen, die anderen Felder sind leer. Der Bildstock erinnert an einen Schweinehirten aus Eila, der beim Hüten seiner Tiere durch einen Blitzschlag getötet worden sein soll. Der Unglücksort liegt rund 400 Meter entfernt und wird durch einen Gedenkstein, den sogenannten Saustein, markiert.:18 | D-4-76-164-12 Wikidata | Bildstock      |
| Eila 12; In Eila; am Dorfweiher (Standort)                                 | Bildstock                              | Sandstein, verjüngter Pfeiler und vierseitiger Aufsatz mit Bildfeldern, Bogengiebeln und Kugelabschluss, 18. Jahrhundert | D-4-76-164-13 Wikidata | weitere Bilder |
| Flur, 310 m nordwestlich des Ortes (Standort)                              | Bildstock                              | Sandstein, Pfeiler und vierseitiger Aufsatz mit Bildnischen, Bogengiebeln und Eisenkreuz, 1744 Die Einzelteile dieses aus dem 17. oder 18. Jahrhundert stammenden Bildstocks lagen 1974 eingefallen am Boden oder wurden aus dem benachbarten Lauterbach geborgen, wo sie als Uferbefestigung dienten. Nach einer Renovierung wurde das Flurdenkmal 1986 an seinem ursprünglichen Standort neu errichtet. Es steht auf einem konkav-konvex profilierten Sockel, von dem sich der neu angefertigte, unterteilte und gefelderte Pfeilerschaft mit gestuftem Kapitell erhebt. Darauf ruht der von eingezogenen Rundbogen geschlossene Aufsatz, der mit einem Eisenkreuz bekrönt ist. Seine vier Seiten zeigen als Reliefs die Krönung Mariens, Christus am Ölberg, ein Kleeblattkreuz und zwei unbestimmte Heilige.:18–19         | D-4-76-164-14 Wikidata | weitere Bilder |
| Flur, 400 m nordwestlich des Ortes (Standort)                              | Bildstock                              | Sandstein, niedrige, kannelierte Säule und vierseitiger Aufsatz mit Bildfeldern, Bogenabschluss und Eisenkreuz, 1714 Der konkav-konvexe Sockel dieses Bildstocks trägt die untere Hälfte eines Säulenschaftes, der ursprünglich zu einem Drittel kanneliert war. Der Aufsatz ist an der Stirnseite bezeichnet mit „17. H. H. 14“ und zeigt als Relief die Krönung Mariens. An den beiden Schmalseiten ist je ein Kleeblattkreuz dargestellt, die Rückseite des Aufsatzes ist leer. Als Bekrönung dient ein Eisenkreuz.:20 | D-4-76-164-15 Wikidata | weitere Bilder |
| Flur, etwa 270 m nordwestlich des Ortes (Standort)                         | Bildstock                              | Sockel und vierseitiger Aufsatz mit Bildfeldern und Bogengiebeln, Sandstein, 17./18. Jahrhundert Im Jahr 1974 wurden die Einzelteile dieses Bildstocks aus dem 17. oder 18. Jahrhundert aus dem benachbarten Lauterbach geborgen, wo sie als Uferbefestigung dienten. Das Flurdenkmal wurde nach einer Renovierung im Jahr 1990 an seinem ursprünglichen Standort wieder aufgestellt. Es steht auf einem neu angefertigten Sockel, der an der Stirnseite mit der Jahreszahl „1990“ bezeichnet ist. In den Feldern des rundbogigen Aufsatzes sind als Reliefs die Fünf Wunden Christi, die Marienkrönung und die heilige Barbara mit drei Stiftern dargestellt.:19–20 | D-4-76-164-16 Wikidata | weitere Bilder |
| Flur, etwa 290 m nordwestlich des Ortes, zwischen zwei Linden (Standort)   | Feldkreuz                              | Mit Holzkorpus, um 1770, wohl von Pankraz Fries Dieses Holzkreuz ist 320 cm hoch und 140 cm breit, Kreuzstamm und Querbalken sind abgefast. Der weiß bemalte Korpus, der den lateinischen Segensgestus zeigt, ist 130 cm hoch und entstand wahrscheinlich um das Jahr 1770 in der Werkstatt des Pankraz Fries. Er ist mit einem auf der rechten Seite geöffneten Lendentuch, das von einem Doppelseil gehalten wird, bekleidet. Am Kreuzkopf befindet sich eine Schrifttafel mit den Buchstaben „INRI“. Geschützt wird das Flurdenkmal von einem korbbogig gestalteten Blechdach, dessen Innenwandung einst mit Sternen und dem Auge Gottes bemalt war. Stirnseitig ist ein mit Zacken und Schwüngen verzierter Blechstreifen an der Bedachung angebracht, dessen Scheitelpunkt von einem griechischen Kreuz überragt wird.:13 | D-4-76-164-17 Wikidata | weitere Bilder |
| Die Thomasgasse; an einem Feldweg etwa 500 m nördlich des Ortes (Standort) | Gedenkstein, sogenannter Saustein      | 1733 Der Gedenkstein markiert die Stelle, an der ein Schweinehirte aus Eila beim Hüten seiner Tiere vom Blitz erschlagen worden sein soll. Der Bildstock im Garten des Anwesens Eila 18 erinnert ebenfalls an dieses Unglück.:18 | D-4-76-164-18 Wikidata | BW             |
| An der Straße nach Posseck, 750 m südlich des Ortes (Standort)             | Feldkreuz, sogenanntes Fünfwundenkreuz | Holz, 19. Jahrhundert Dieses Fünfwundenkreuz wird von einem halbrunden Blechdach überspannt. Am Kreuzkopf befindet sich eine fahnenförmige Inschrifttafel mit den Buchstaben „INRI“. Das Schweißtuch der Veronika unter der Schrifttafel endet gewellt nach allen Seiten, die Wundtafeln sind von goldfarbenen Glorien umrahmt. Die Füße auf der ovalen Tafel am Kreuzfuß sind nebeneinander dargestellt, das rote Flammenherz in der Kreuzmitte wird von einer grünen Dornenkrone umschlossen. Die Darstellungen der Hände weichen von anderen Fünfwundenkreuzen im Frankenwald ab und zeigen die Hände mit abgespreizten kleinen Fingern.:12–13 | D-4-76-164-19 Wikidata | weitere Bilder |

### Förtschendorf
| Lage                                                           | Objekt                                               | Beschreibung | Akten-Nr.                         | Bild                                               |
| -------------------------------------------------------------- | ---------------------------------------------------- | --- | --------------------------------- | -------------------------------------------------- |
| Bamberger Straße 9 (Standort)                                  | Ehemalige Brauerei Leiner, Villa                     | Zweigeschossiger Walmdachbau mit Horizontalgliederung, 1939 | D-4-76-164-106 Wikidata           | Ehemalige Brauerei Leiner, Villa                   |
| Bamberger Straße 11 (Standort)                                 | Ehemalige Brauerei Leiner, Wohn- und Ökonomiegebäude | Langgezogener, zwei- und dreigeschossiger Komplex mit Satteldächern und Walmdächern; um 1900, Erweiterung 1929 | D-4-76-164-106 zugehörig Wikidata | weitere Bilder                                     |
| Bamberger Straße 13 (Standort)                                 | Ehemalige Brauerei Leiner, Wohnhaus mit Gaststätte   | Zweigeschossiger Gruppenbau mit Halbwalmdach und Satteldach, Zierfachwerk, um 1900, Erweiterung 1925 | D-4-76-164-106 zugehörig Wikidata | Ehemalige Brauerei Leiner, Wohnhaus mit Gaststätte |
| Bamberger Straße (Standort)                                    | Kruzifix                                             | Eisen, auf gemauertem Sockel, 19. Jahrhundert Dieses schlicht gehaltene Eisenkreuz ruht auf einem gemauerten Sockel. Unter dem Korpus Christi ist etwa auf halber Höhe des Kreuzstamms eine Figur der Gottesmutter Maria angebracht, am Kopf des Kreuzes befindet sich eine Inschrifttafel mit dem Schriftzug „INRI“. Der Korpus, die Marienfigur und die Schrifttafel sind bronziert. Der Grund für die Errichtung des Flurdenkmals ist nicht überliefert.:14–15 | D-4-76-164-20 Wikidata            | Kruzifix                                           |
| Flößerweg 8 (Standort)                                         | Hausfigur                                            | Immaculata, 18. Jahrhundert | D-4-76-164-21 Wikidata            | BW                                                 |
| Saalfelder Straße 6 (Standort)                                 | Ehemaliges Wohnstallhaus                             | Erdgeschossiger, giebelständiger Blockbau mit Satteldach, 18. Jahrhundert, modern verkleidet | D-4-76-164-22 Wikidata            | BW                                                 |
| Schützengrund 4 (Standort)                                     | Wohnstallhaus                                        | Erdgeschossiger, traufständiger Blockbau mit Satteldach, verschiefert, 18. Jahrhundert | D-4-76-164-23 Wikidata            | BW                                                 |
| An der Bundesstraße 85, 1 km südlich des Ortes (Standort)      | Bildstockfragmente                                   | Sandstein, Sockel und vierseitiger Aufsatz mit Bildnischen, Bogengiebeln und abschließendem Metallkreuz, 1765 Dieser Bildstock wurde im Jahr 1945 von amerikanischen Soldaten durch Maschinengewehrfeuer zerstört. Der stark beschädigte konkav-konvex geformte Sockel trägt die Inschrift „Niclaus Jacob von Förtschendorff 1765“. Der gleichfalls stark beschädigte Aufsatz wird von eingezogenen Rundbogen geschlossen. Er zeigt reliefierte Darstellungen der Vierzehn Nothelfer mit dem Jesuskind, der Krönung Mariens und vermutlich ein Vesperbild; das Relief an der vierten Seite ist vollständig zerstört.:21 Nach 1974 wurden die erhaltenen Fragmente mit einem neu angefertigten Pfeilerschaft wieder zu einem vollständigen Bildstock ergänzt und neu aufgestellt. | D-4-76-164-24 Wikidata            | Bildstockfragmente                                 |
| Am Fuhrweg nach Marienroth, 1 km außerhalb des Ortes ()        | Wegkreuz                                             | Gusseisen auf Sandsteinsockel, 19. Jahrhundert | D-4-76-164-25 Wikidata            |                                                    |
| Teuschnitzer Berg; am alten Fuhrweg nach Teuschnitz (Standort) | Kruzifix                                             | Holz, 19. Jahrhundert | D-4-76-164-26 Wikidata            | Kruzifix                                           |

### Friedersdorf
| Lage | Objekt                                  | Beschreibung | Akten-Nr.               | Bild                                    |
| --- | --------------------------------------- | --- | ----------------------- | --------------------------------------- |
| Friedersdorf 1 (Standort)                                                                                          | Wohnstallhaus                           | Wohnteil erdgeschossiger Blockbau mit Satteldach, verschiefert, 18. Jahrhundert | D-4-76-164-28 Wikidata  | Wohnstallhaus                           |
| Friedersdorf 24 (Standort)                                                                                         | Wohnhaus                                | Zweigeschossiger Walmdachbau, Obergeschoss verschiefert, 1914 | D-4-76-164-90 Wikidata  | Wohnhaus                                |
| Friedersdorf 25 (Standort)                                                                                         | Wohnstallhaus                           | Erdgeschossiger, traufständiger Satteldachbau, 18. Jahrhundert, Verschieferung 1875 | D-4-76-164-31 Wikidata  | Wohnstallhaus                           |
| Friedersdorf 42 (Standort)                                                                                         | Katholische Kapelle                     | Satteldach, Giebelreiter mit Zwiebelhaube; mit historischer Ausstattung | D-4-76-164-27 Wikidata  | weitere Bilder                          |
| An der Straße nach Rothenkirchen (Standort)                                                                        | Wegkreuz                                | Gusseisen auf Sandsteinsockel, Kleeblattenden, Korpus vergoldet, 19. Jahrhundert | D-4-76-164-32 Wikidata  | weitere Bilder                          |
| Der Mühlgraben; Mässlein; an der Straße nach Rothenkirchen (Standort)                                              | Bildstock                               | Sandstein, gewundene Säule und vierseitiger Aufsatz mit Bildnischen und Bogengiebeln, 18. Jahrhundert Der Sockel dieses Bildstocks ist konkav-konvex geformt und trägt eine verwitterte, nicht mehr lesbare Inschrift. Auf dem Sockel erhebt sich ein gewundener, mit Trauben und Blättern verzierter Säulenschaft, dessen Oberteil mit dem wahrscheinlich ionischen Kapitell abgegangen ist. Der Aufsatz wird von eingezogenen Rundbogen geschlossen; die Reliefs an den vier Seiten zeigen die Vierzehn Nothelfer mit dem Jesuskind, ein Vesperbild, die Krönung Mariens und den Erzengel Michael.:21–22 | D-4-76-164-33 Wikidata  | weitere Bilder                          |
| Neugeräum; in Richtung Buchbach (Standort)                                                                         | Kruzifix, sogenanntes Weißes Kreuz      | Mit Holzkorpus, 19. Jahrhundert Im Volksmund wird dieses Flurdenkmal als „Weißes Kreuz“ bezeichnet. Der Grund ist, dass neben dem heute noch weiß bemalten Korpus und der Inschrifttafel mit den Buchstaben „INRI“ ursprünglich auch die Innenseite des rückwärtig geschlossenen und rundbogig abschließenden Blechdachs, das kleine Kreuz auf dessen Scheitelpunkt und zwei heute nicht mehr vorhandene Blechrosetten an den Seiten des Daches eine weiße Bemalung trugen, die sich stark von der braunroten Farbe des Kreuzholzes abhob.:77–78 | D-4-76-164-34 Wikidata  | Kruzifix, sogenanntes Weißes Kreuz      |
| Hohelass; in Richtung Buchbach (Standort)                                                                          | Kruzifix, sogenanntes Rotes Kreuz       | Holzkorpus, 19. Jahrhundert | D-4-76-164-75 Wikidata  | Kruzifix, sogenanntes Rotes Kreuz       |
| An der Grenze nach Thüringen (Standort)                                                                            | Grenzstein, sogenannter Dreiherrenstein | 1729 | D-4-76-164-35 Wikidata  | Grenzstein, sogenannter Dreiherrenstein |
| An der Grenze nach Thüringen (Standort)                                                                            | Dreiherrenstein Sperbersbach            | Grenzstein von 1821 an Stelle eines älteren; bezeichnet mit „KB“ (Königreich Bayern) und „LL“ (Landgericht Lauenstein) auf der Nordostseite, „KB“ (Königreich Bayern) und „LT“ (Landgericht Teuschnitz) auf der Südostseite, dem Wappen des Herzogtums Sachsen-Meiningen und „SM“ (Sachsen-Meiningen) und „AS“ (Amt Sonneberg) auf der Westseite. | D-4-76-164-87 Wikidata  | Dreiherrenstein Sperbersbach            |
| Foßhügel; Hohelaß; Kreisstraße KC 9; zwischen Kreisstraße KC 9 und Ölschnitz Waldabteilung Foßhügel und Hohelaß () | Grenzgraben                             | Mit vier Grenzsteinen mit Wappen, bezeichnet „1596“, und einem Feldstein | D-4-76-164-104 Wikidata |                                         |
| Katzenvogel (Standort)                                                                                             | Grenzsteine                             | Ehemalige Ämtergrenze zwischen dem brandenburgisch-bayreuthischen Amt Lauenstein und dem fürstbischöflich-bambergischen Oberamt Kronach Wappensteine aus Sandstein, mit dem Bamberger Löwen des Hochstiftes Bamberg und den Initialen „A.C.“ für das Amt Kronach auf der einen Seite und das markgräflich brandenburgisch-bayreuthische Wappen mit dem gevierten Hohenzollernschilf mit Fürstenhut und den Initialen „A.L.“ für das Amt Lauenstein auf der gegenüberliegenden Seite, auf der Schmalseite bezeichnet „1763“ Läufersteine mit Satteldachabschluss aus Sandstein, bezeichnet mit „A.L.“ für Amt Lauenstein und mit „A.C.“ für Oberamt Kronach, sowie der Steinnummer und der Jahreszahl „1763“ jeweils auf den Schmalseiten | D-4-76-164-110 Wikidata | BW                                      |
| Rödern (Standort)                                                                                                  | Grenzstein                              | | D-4-76-164-110 Wikidata | BW                                      |
| Rödern (Standort)                                                                                                  | Grenzstein                              | | D-4-76-164-110 Wikidata | Grenzstein                              |
| Rödern (Standort)                                                                                                  | Grenzstein                              | | D-4-76-164-110 Wikidata | BW                                      |
| Rödern; Von Katzenvogel nach Rödern im Distrikt Hängeleite (Standort)                                              | Grenzstein                              | | D-4-76-164-110 Wikidata | BW                                      |
| Rödern (Standort)                                                                                                  | Grenzstein                              | | D-4-76-164-110 Wikidata | BW                                      |
| Rödern (Standort)                                                                                                  | Grenzstein                              | | D-4-76-164-110 Wikidata | BW                                      |
| Rödern (Standort)                                                                                                  | Grenzstein                              | | D-4-76-164-110 Wikidata | BW                                      |
| Rödern (Standort)                                                                                                  | Grenzstein                              | | D-4-76-164-110 Wikidata | BW                                      |
| Rödern (Standort)                                                                                                  | Grenzstein                              | | D-4-76-164-110 Wikidata | BW                                      |
| Rödern (Standort)                                                                                                  | Grenzstein                              | | D-4-76-164-110 Wikidata | BW                                      |
| Rödern (Standort)                                                                                                  | Grenzstein                              | | D-4-76-164-110 Wikidata | BW                                      |
| Rödern (Standort)                                                                                                  | Grenzstein                              | | D-4-76-164-110 Wikidata | BW                                      |
| Rödern (Standort)                                                                                                  | Grenzstein                              | | D-4-76-164-110 Wikidata | BW                                      |
| Rödern (Standort)                                                                                                  | Grenzstein                              | | D-4-76-164-110 Wikidata | BW                                      |
| Rödern (Standort)                                                                                                  | Grenzstein                              | | D-4-76-164-110 Wikidata | BW                                      |
| Rödern (Standort)                                                                                                  | Grenzstein                              | | D-4-76-164-110 Wikidata | BW                                      |
| Rödern (Standort)                                                                                                  | Grenzstein                              | | D-4-76-164-110 Wikidata | BW                                      |
| Rödern (Standort)                                                                                                  | Grenzstein                              | | D-4-76-164-110 Wikidata | BW                                      |
| Aschengraben; Rödern (Standort)                                                                                    | Grenzstein                              | | D-4-76-164-110 Wikidata | BW                                      |
| Aschengraben; Von Katzenvogel nach Rödern im Distrikt Hängeleite (Standort)                                        | Grenzstein                              | | D-4-76-164-110 Wikidata | BW                                      |
| Aschengraben (Standort)                                                                                            | Grenzstein                              | | D-4-76-164-110 Wikidata | BW                                      |
| Aschengraben (Standort)                                                                                            | Grenzstein                              | | D-4-76-164-110 Wikidata | BW                                      |
| Aschengraben (Standort)                                                                                            | Grenzstein                              | | D-4-76-164-110 Wikidata | BW                                      |
| Aschengraben (Standort)                                                                                            | Grenzstein                              | | D-4-76-164-110 Wikidata | BW                                      |
| Aschengraben (Standort)                                                                                            | Grenzstein                              | | D-4-76-164-110 Wikidata | BW                                      |
| Aschengraben; Weltthau (Standort)                                                                                  | Grenzstein                              | | D-4-76-164-110 Wikidata | BW                                      |
| Aschengraben; Weltthau (Standort)                                                                                  | Grenzstein                              | | D-4-76-164-110 Wikidata | BW                                      |
| Aschengraben; Weltthau (Standort)                                                                                  | Grenzstein                              | | D-4-76-164-110 Wikidata | BW                                      |
| Aschengraben; Weltthau (Standort)                                                                                  | Grenzstein                              | | D-4-76-164-110 Wikidata | BW                                      |
| Aschengraben; Weltthau (Standort)                                                                                  | Grenzstein                              | | D-4-76-164-110 Wikidata | BW                                      |
| Aschengraben; Weltthau (Standort)                                                                                  | Grenzstein                              | | D-4-76-164-110 Wikidata | BW                                      |
| Aschengraben (Standort)                                                                                            | Grenzstein                              | | D-4-76-164-110 Wikidata | BW                                      |
| Aschengraben; Katzenvogel; Weltthau (Standort)                                                                     | Grenzstein                              | | D-4-76-164-110 Wikidata | BW                                      |
| Katzenvogel; Weltthau (Standort)                                                                                   | Grenzstein                              | | D-4-76-164-110 Wikidata | BW                                      |
| Katzenvogel; Weltthau (Standort)                                                                                   | Grenzstein                              | | D-4-76-164-110 Wikidata | BW                                      |
| Katzenvogel; Weltthau (Standort)                                                                                   | Grenzstein                              | | D-4-76-164-110 Wikidata | BW                                      |
| Katzenvogel; Weltthau (Standort)                                                                                   | Grenzstein                              | | D-4-76-164-110 Wikidata | BW                                      |
| Katzenvogel; Weltthau (Standort)                                                                                   | Grenzstein                              | | D-4-76-164-110 Wikidata | BW                                      |
| Katzenvogel; Weltthau (Standort)                                                                                   | Grenzstein                              | | D-4-76-164-110 Wikidata | BW                                      |
| Katzenvogel; Weltthau (Standort)                                                                                   | Grenzstein                              | | D-4-76-164-110 Wikidata | BW                                      |
| Der Grenzweg; Katzenvogel; Weltthau (Standort)                                                                     | Grenzstein                              | | D-4-76-164-110 Wikidata | BW                                      |
| Katzenvogel (Standort)                                                                                             | Grenzstein                              | | D-4-76-164-110 Wikidata | BW                                      |
| Katzenvogel (Standort)                                                                                             | Grenzstein                              | | D-4-76-164-110 Wikidata | BW                                      |
| Katzenvogel; Weltthau (Standort)                                                                                   | Grenzstein                              | | D-4-76-164-110 Wikidata | BW                                      |
| Weltthau (Standort)                                                                                                | Grenzstein                              | | D-4-76-164-110 Wikidata | BW                                      |
| Katzenvogel; Weltthau (Standort)                                                                                   | Grenzstein                              | | D-4-76-164-110 Wikidata | BW                                      |
| Katzenvogel (Standort)                                                                                             | Grenzstein                              | | D-4-76-164-110 Wikidata | BW                                      |
| Katzenvogel; Welteshügel (Standort)                                                                                | Grenzstein                              | | D-4-76-164-110 Wikidata | BW                                      |
| Katzenvogel (Standort)                                                                                             | Grenzstein                              | | D-4-76-164-110 Wikidata | BW                                      |
| Weltthau (Standort)                                                                                                | Grenzstein                              | | D-4-76-164-110 Wikidata | BW                                      |
| Katzenvogel; Weltthau (Standort)                                                                                   | Grenzstein, sogenannter Thünastein      | Mit Wappen der Ritter von Thüna (Herrschaft Lauenstein) und dem Allianzwappen des Bamberger Fürstbischofs Veit II. von Würtzburg, bezeichnet „(15)68“ | D-4-76-164-112 Wikidata | Grenzstein, sogenannter Thünastein      |
| Rödern; Heinersdorfer Höhe (Standort)                                                                              | Grenzstein                              | Bezeichnet „BB“ (Bistum Bamberg), 1763 | D-4-76-164-113 Wikidata | Grenzstein                              |

### Grössau
| Lage                                                                            | Objekt        | Beschreibung | Akten-Nr.               | Bild           |
| ------------------------------------------------------------------------------- | ------------- | --- | ----------------------- | -------------- |
| Grössau 1 (Standort)                                                            | Wohnstallhaus | Erdgeschossiger, giebelständiger Blockbau mit Satteldach, verschiefert, 18. Jahrhundert | D-4-76-164-36 Wikidata  | Wohnstallhaus  |
| Grössau 4 (Standort)                                                            | Bildstock     | Sandstein, gewundene, ionische Säule und vierseitiger Aufsatz mit Bildnischen und Bogengiebeln, 1757 Grund für die Errichtung dieses Bildstocks war ein Unglück, bei dem eine Bäuerin von einer scheuenden Kuh angegriffen und getötet wurde. Der Sockel ist konkav-konvex geformt und trägt die Inschrift „Errichtet zur Ehre Gottes Georg Betz 1757“. Der gewundene Säulenschaft ist mit Weinranken und Trauben verziert und trägt ein ionisches Kapitell. Der Aufsatz, der bei einer Renovierung des Denkmals seitenverkehrt befestigt wurde, zeigt in Reliefform die Krönung Mariens, den Erzengel Michael, die Glosberger Muttergottes und die heilige Anna.:32–33 | D-4-76-164-37 Wikidata  | Bildstock      |
| Grössau 16 (Standort)                                                           | Wohnstallhaus | Erdgeschoss inklusive Stallteil aus Sandsteinquadern, Satteldach und Giebel verschiefert, erste Hälfte 19. Jahrhundert | D-4-76-164-105 Wikidata | weitere Bilder |
| Grössau 39, im Garten (Standort)                                                | Bildstock     | Sandstein, gewundene Säule, 1885 Der Sockel dieses neubarocken Bildstocks ist geschwungen profiliert und trägt die Inschrift „Gg. Diller 1885“. Auf dem Sockel ruht ein gewundener, mit Weinranken verzierter Säulenschaft, der einen leicht geschwungenen Aufsatz trägt. Dessen drei Reliefs werden von als Eckvorlagen dienenden Voluten getrennt; sie zeigen die Krönung Mariens, ein Vesperbild und den heiligen Johannes Nepomuk. Die Basis des Schaftes ist mit „Burger“ bezeichnet, ein Hinweis auf den Bildhauer Matthäus Burger aus Friesen, in dessen Werkstatt das Flurdenkmal angefertigt wurde.:33 | D-4-76-164-39 Wikidata  | Bildstock      |
| Maßäcker; an der Straße nach Posseck, 100 m nördlich des Ortes (Standort)       | Bildstock     | Sandstein, Sockel und Aufsatz mit bogenförmigem Abschluss, 18. Jahrhundert Der Aufsatz dieses Bildstocks wird von Segment- und Rundbogen geschlossen. Das Relief an der Stirnseite zeigt die Krönung Mariens, an den beiden Schmalseiten sind Kleeblattkreuze dargestellt und die Rückseite ist leer. Der Sockel des Flurdenkmals ist geschwungen profiliert, der originale Pfeilerschaft ist abgegangen.:33–34 Er wurde 1981 durch eine Neuanfertigung ersetzt und der so vervollständigte Bildstock neu aufgestellt. | D-4-76-164-40 Wikidata  | weitere Bilder |
| Heuterswiesen; an der Straße nach Posseck, 500 m nördlich des Ortes (Standort)  | Bildstock     | Sandstein, gewundene Säule und vierseitiger Aufsatz mit Bildnischen, bogenförmigen Giebeln und bekrönendem Steinkreuz, 1750 Dieses Flurdenkmal ruht auf einem konkav-konvex profilierten Sockel, der die Inschrift „Johanneß Fehn Schultheiß in Grössau Anno 1750 (Hauszeichen)“ trägt. Bei dem Hauszeichen dürfte es sich um das Zeichen des ehemaligen Schultheißen handeln. Auf dem Sockel erhebt sich eine gewundene Säule, die mit Weinranken und Trauben verziert ist und in einem ionischen Kapitell mit ausgeprägten Voluten endet. Der Aufsatz des Bildstocks schließt mit eingezogenen Rundbogen und trägt als Bekrönung ein steinernes Kreuz. Die Reliefs an den vier Seiten zeigen die Krönung Mariens, die heilige Barbara, den heiligen Petrus und die Heilige Familie. Das Flurdenkmal soll aus Dankbarkeit für die Genesung eines Knechtes errichtet worden sein. Dieser wurde bei der Feldarbeit von den scharfen Eisenzacken einer Egge verwundet, als die Tiere, die das Arbeitsgerät zogen, scheuten und in Panik gerieten.:34 | D-4-76-164-41 Wikidata  | weitere Bilder |
| Reitscher Wiesen, Fuhrweg am Marteracker (Standort)                             | Bildstock     | Sandstein, verjüngter Pfeiler und Aufsatz mit Bildnische und bogenförmigem Abschluss, 1851 Die beschädigten Einzelteile des Bildstocks wurden aus einem mit Bauschutt verfüllten Hohlweg geborgen und nach einer Restaurierung am 9. Juli 1975 wieder neu aufgestellt. Der konkav-konvex geformte Sockel trägt die Inschrift „Georg Grebner 1851“, der originale Pfeilerschaft ist nur fragmentarisch erhalten geblieben. Der Aufsatz zeigt an der Vorderseite eine Darstellung der Marienkrönung und an den beiden Schmalseiten reliefierte Kleeblattkreuze, die Rückseite ist leer.:36–37 | D-4-76-164-42 Wikidata  | weitere Bilder |
| Reitscher Wiesen, Am Fuhrweg nach Reitsch, 600 m außerhalb des Ortes (Standort) | Bildstock     | Sandstein, verjüngter Pfeiler und vierseitiger Aufsatz mit Bogengiebeln und Kugelabschluss, 1726 Der konkav-konvexe Sockel dieses Flurdenkmals trägt an der Südseite die nur fragmentarisch erhaltene Inschrift „Nicklaus … 1726“, der unterteilte Pfeilerschaft ist mit Dekor geschmückt. Eingezogene Rundbogen schließen den Aufsatz, der als Bekrönung eine Steinkugel trägt. Das Relief an seiner Südseite zeigt die Trinität, gegen Westen ist die Muttergottes mit dem Jesuskind dargestellt und gegen Osten der heilige Nikolaus. Die Nordseiten von Schaft und Aufsatz sind leer.:36 | D-4-76-164-43 Wikidata  | weitere Bilder |
| Reitscher Wiesen, Am Fuhrweg nach Reitsch, 600 m außerhalb des Ortes (Standort) | Bildstock     | Sandstein, Sockel und vierseitiger Aufsatz mit Bildnischen, 1747 Dieser Bildstock war im Laufe der Zeit eingestürzt, wobei der originale Pfeilerschaft zerstört wurde. Die verbliebenen Bestandteile wurden ab 1973 in der Werkstatt des Kronacher Bildhauers Heinrich Schreiber restauriert und, um den fehlenden Schaft ergänzt, im August 1976 neu aufgestellt. Der Sockel des Flurdenkmals ist konkav-konvex profiliert und trägt eine Inschrift, von der nur noch die Jahreszahl „1747“ lesbar ist.:36 Der unterteilte Pfeilerschaft ist stilistisch an zeitgenössische Vorbilder angelehnt, zeigt in den unteren Feldern jedoch bewusst Verzierungen und Symbolik, die ihn von historischen Steinen unterscheiden. Der Aufsatz ist leicht geschweift; seine Reliefs zeigen die Krönung Mariens, ein Vesperbild und den Heiligen Johannes Nepomuk, die vierte Seite ist leer.:36 | D-4-76-164-44 Wikidata  | weitere Bilder |
| Reitscher Wiesen, Am Fuhrweg nach Reitsch, 500 m außerhalb des Ortes (Standort) | Bildstock     | Sandstein, niedriger Pfeiler und vierseitiger Aufsatz mit Bildnischen, Rundbogengiebeln und Kugelaufsatz, 18. Jahrhundert Dieses Flurdenkmal war im Laufe der Zeit eingestürzt, wobei der originale Pfeilerschaft abgegangen ist. Die verbliebenen Einzelteile wurden ab 1973 in der Werkstatt des Kronacher Bildhauers Heinrich Schreiber restauriert und, um den fehlenden Schaft ergänzt, im August 1976 neu aufgestellt. Der Sockel des Bildstocks ist konkav-konvex geformt und trägt eine stark verwitterte Inschrift, von der lediglich das Fragment „Johann …“ erkennbar ist.:35 Der Schaft ist unterteilt und stilistisch an zeitgenössische Vorbilder angelehnt. Er weist in den unteren Feldern jedoch bewusst Verzierungen und Symbolik auf, die ihn von historischen Steinen unterscheiden. Der Aufsatz wird von eingezogenen Rundbogen geschlossen und trägt als Bekrönung eine Steinkugel. Die Reliefs an den vier Seiten zeigen die Krönung Mariens, die heilige Katharina, die heilige Barbara und die Glosberger Muttergottes. Das Flurdenkmal erinnert an den Lenker eines mit Heu beladenen Fuhrwerks, das beim Befahren einer steilen Auffahrt umstürzte. Der neben dem Fuhrwerk laufende Mann wurde unter Wagen und Ladung begraben und konnte nur tot geborgen werden.:35 | D-4-76-164-45 Wikidata  | weitere Bilder |

### Marienroth
| Lage | Objekt                             | Beschreibung | Akten-Nr.               | Bild             |
| --- | ---------------------------------- | --- | ----------------------- | ---------------- |
| Marienroth 34 (Standort) | Katholische Filialkirche St. Georg | Verputzter Sandsteinquaderbau, Satteldach mit verschiefertem Giebelturm, eingezogener Chor gerade geschlossen, Sakristeianbau, 1758–1760; mit Ausstattung | D-4-76-164-46 Wikidata  | weitere Bilder   |
| Bei Marienroth 48 (Standort) | Bildstockaufsatz                   | Sandstein, mit Bildfeld, Bogengiebel und Eisenkreuz, 17./18. Jahrhundert Dieser Aufsatz eines Bildstocks ruht auf einem Sandsteinquader, der als Sockel dient. Seine Stirnseite zeigt unter dem abschließenden Stichbogen zwei verschiedene Reliefs: In der oberen Hälfte des Feldes ist die Krönung Mariens dargestellt, in der unteren ein Mann, der liegend von seinem Hund bewacht wird. Die beiden Schmalseiten tragen reliefierte Kleeblattkreuze und die Rückseite ist leer. Der Aufsatz markiert den Sterbeort eines Marienrother Bauern, der auf dem Rückweg von einem Wirtshausbesuch in Rothenkirchen in einen schweren Schneesturm geriet und am nächsten Tag erfroren mit seinem Hund in einer großen Schneeverwehung aufgefunden wurde.:65–66 | D-4-76-164-47 Wikidata  | Bildstockaufsatz |
| Kreisstraße KC 17, am Ortsausgang nach Teuschnitz (Standort)                                                                                  | Flurkreuz                          | Gusseisen auf Sandsteinsockel, 19. Jahrhundert Der Sandsteinsockel dieses Flurdenkmals endet mit einem gesimsten Abschluss; ein Feld an der Stirnseite trägt die Inschrift „Es ist vollbracht“. Auf dem Sockel erhebt sich ein hohes verziertes Kreuz aus Gusseisen. Dessen breitere Basis zeigt als von Akanthus gerahmtes Bas-Relief einen schwebenden Engel mit Kreuz und Kelch, darüber das Auge Gottes. Am Kreuzfuß befindet sich ein mit Ornamentwerk gefasster stehender Engel. Der Kreuzkopf und die Enden des Kreuzbalkens sind ebenfalls ornamentiert und schließen mit Muschellünetten ab. Über dem Korpus ist ein Tuch mit den Buchstaben „INRI“ über die Vierung gelegt.:56–57 | D-4-76-164-48 Wikidata  | weitere Bilder   |
| Rotterbach; 100 m südlich des Ortes an einem Fuhrweg (Standort)                                                                               | Flurkreuz                          | Gusseisen auf Sandsteinsockel, 1909 Der glattflächige Sandsteinsockel dieses Flurkreuzes trägt an seiner Nordseite die Inschrift „Errichtet zur Ehre Gottes von Marg. Kestel 1909“. Vom gesimsten Abschluss des Sockels erhebt sich ein gusseiserner Kreuzaufsatz. Das Kruzifix ruht auf einer breiten, von kleinen Säulen flankierten Bildfläche, die als Relief einen niederknienden Engel zeigt. Der Kreuzfuß wird von zwei Engeln flankiert, das Kreuz ist durchbrochen und mit Ornamentwerk verziert. In seiner Vierung befindet sich über dem Haupt des Korpus Christi eine runde Schriftscheibe mit den Buchstaben „INRI.“:57 | D-4-76-164-49 Wikidata  | Flurkreuz        |
| Dorfleite; etwa 100 m nordöstlich des Ortes an der „Reißiggasse“ (Standort)                                                                   | Flurkreuz                          | Gusseisen auf Sandsteinsockel, 1919 Dieses Wegkreuz wurde anstelle eines abgegangenen Holzkreuzes errichtet; es soll der Überlieferung nach an einen Menschen erinnern, der am Standort des Flurdenkmals vom Blitz erschlagen wurde. Der hohe, gesimste Sandsteinsockel endet mit einem walmdachartigen Abschluss. Die nach Westen weisende Stirnseite zeigt in einem gefassten Feld die Inschrift „Gewidmet zur Ehre Gottes von Joh. Grünbeck 1919 Jesus Maria Barmherzigkeit“. Der Aufsatz aus Gusseisen besitzt weit ausladende Kreuzarme. Die Basis bilden zwei gotisierende Spitzbogen, die von zwei stehenden Engeln flankiert werden. Der Kreuzstamm ist durchbrochen und reich mit Ornamentwerk verziert. Über dem großen Korpus befinden sich anstelle der üblichen Inschrifttafel die Worte „ES IST VOLLBRACHT!“ Die Erscheinungsform dieses Kreuzaufsatzes stellt im Landkreis Kronach eine Ausnahmeerscheinung dar.:57–58 | D-4-76-164-50 Wikidata  | weitere Bilder   |
| Auweg; Posseck 16; Die Teuschnitz; Posseck 34; Posseckwärts; Zinkenberg; Rennesleitenhölzer; Steinhölzer; Teuschnitz; Rotterbach; Auwiesen () | Floßbachabschnitt                  | Typischer Floßbachabschnitt (markante Sicherung der Prallufer durch Ufermauern) mit Possecker Schutz (Gemeindeschutz; um 1900) und Schutzhäuschen und mit Bruchsteinmauern befestigtem Bachlauf unterhalb des Schutzes | D-4-76-164-114 Wikidata | weitere Bilder   |

### Posseck
| Lage                                                                        | Objekt                                              | Beschreibung | Akten-Nr.                        | Bild                     |
| --------------------------------------------------------------------------- | --------------------------------------------------- | --- | -------------------------------- | ------------------------ |
| Posseck 2 (Standort)                                                        | Wohnstallhaus                                       | Eingeschossiger Satteldachbau mit Zwerchhaus, verschiefert, wohl 18. Jahrhundert | D-4-76-164-53 Wikidata           | BW                       |
| Posseck 2 (Standort)                                                        | Austragshaus                                        | Mit Walmdach und verschiefertem Obergeschoss | D-4-76-164-53 zugehörig Wikidata | BW                       |
| Posseck 18 (Standort)                                                       | Wohnstallhaus                                       | Eingeschossiger, verschieferter Satteldachbau, 18. Jahrhundert | D-4-76-164-54 Wikidata           | Wohnstallhaus            |
| Posseck 29 (Standort)                                                       | Katholische Pfarrkirche St. Johannes der Evangelist | Saalbau mit Satteldach und Chorseitenturm, im Kern 14. Jahrhundert, Langhaus 17. Jahrhundert, Umbauten von 1900; mit Ausstattung Kirchhofummauerung in Bruchsteinmauerwerk, teilweise verändert | D-4-76-164-51 Wikidata           | weitere Bilder           |
| Posseck 30 (Standort)                                                       | Katholisches Pfarrhaus                              | Walmdachbau mit verschiefertem Fachwerkobergeschoss, 1750 von Johann Jakob Michael Küchel Zur Errichtung des Gebäudes wurden Steine verwendet, die von der 1750 bereits verfallenen Peterskirche stammten. Die Wallfahrtskirche befand sich etwa 1,5 km nördlich von Posseck an der heutigen Kreisstraße KC4. An ihrem ehemaligen Standort wurde im Jahr 1904 eine Kapelle errichtet.:122 | D-4-76-164-52 Wikidata           | Katholisches Pfarrhaus   |
| Posseck 32 (Standort)                                                       | Ehemaliges Wohnstallhaus                            | Erdgeschossiger Satteldachbau mit Kniestock und Zwerchgiebel, verschiefert, bezeichnet „1831“ | D-4-76-164-55 Wikidata           | Ehemaliges Wohnstallhaus |
| Grössauwärtswiesen; an der Straße nach Grössau, 1 km vor dem Ort (Standort) | Wegkapelle                                          | Sandsteinquaderbau mit Giebeldach, bezeichnet „1859“ Dieser mit Schiefer verkleidete Sandsteinquaderbau besitzt ein ebenfalls schiefergedecktes Satteldach, das von einem Steinkreuz überragt wird. Unter dem Vierpass an der Ostseite befanden sich einst die Initialen „K W“ (W = Welscher) des Stifters und die Jahreszahl „MDCCCLIX“ (= 1859). Die Kapelle soll zum Gedenken an ein Kind der Stifterfamilie errichtet worden sein, das sich beim Viehhüten tödliche Verletzungen zuzog, als es den Flammen eines Feuers zu nahe kam. Die Ausstattung umfasst einen Holzaltar mit rundbogig schließendem und mit Akanthusranken verziertem Aufbau. In der Nische des Aufbaus steht eine jugendliche Marienstatue mit dem segnenden Jesuskind. Weiterhin befinden sich in der Kapelle zwei auf der Mensa stehende Kerzenleuchter und ein Tischkruzifix.:126–127 | D-4-76-164-56 Wikidata           | weitere Bilder           |
| Obere Fluräcker; südlich des Ortes (Standort)                               | Bildstock                                           | Sandstein, Pfeiler und vierseitiger Aufsatz mit Bildnischen und Bogengiebeln, bekrönende Kugel mit Kreuz, 1765 Der konkav-konvexe Sockel dieses Bildstocks trägt auf einer Seite die Jahreszahl „1765“ und eine stark verwitterte Inschrift, die gegenüberliegende Seite ist mit „HA PA GO TY 20/W 1942“ bezeichnet. Die vier Seiten des Pfeilerschaftes sind mit Bandelwerk verziert. Der ebenfalls vierseitige Aufsatz schließt mit eingezogenen Rundbogen, die wie die Basis des Aufsatzes verziert sind. Die von Eckvorlagen getrennten Reliefs zeigen die Krönung Mariens, die heilige Barbara, die Vierzehn Nothelfer mit dem Jesuskind und den heiligen Petrus. Als Bekrönung dient eine Steinkugel mit einem steinernen Kreuz.:78 | D-4-76-164-57 Wikidata           | weitere Bilder           |
| Grünweg; Kalte Fichte (Standort)                                            | Bildstock                                           | Sandstein, Pfeiler und Aufsatz mit Bogenabschluss und Kugel, 18./19. Jahrhundert Der konkav-konvex profilierte Sockel dieses Bildstocks trägt an der Stirnseite die verwitterte Inschrift „G… der … 1742“ und im Feld an der Rückseite die Inschrift „Jos. Wachter Renov. 1926 Mein Jesus Barmherzigkeit“. Die vier Seiten des Pfeilerschaftes, der in einem toskanisierenden Kapitell endet, sind mit Bandelwerk geschmückt. Basis und Rundbogen des Aufsatzes sind an drei der vier Seiten mit Fries verziert. Das Relief an der Stirnseite stellt unter dem eingezogenen Rundbogen die Krönung Mariens dar; es handelt sich hierbei um eine Bildtafel aus Sandstein, die nachträglich eingesetzt wurde. Die drei anderen Seiten zeigen Kleeblattkreuze, als Bekrönung dient eine Steinkugel.:78–79                                                             | D-4-76-164-116 Wikidata          | weitere Bilder           |

### Rothenkirchen
| Lage | Objekt                                   | Beschreibung | Akten-Nr.                        | Bild                     |
| --- | ---------------------------------------- | --- | -------------------------------- | ------------------------ |
| Alte Heeresstraße 2 (Standort) | Ehemaliges Forsthaus                     | Zweigeschossiger Walmdachbau mit Sandsteingliederungen, verputzt, wohl 1790 | D-4-76-164-59 Wikidata           | weitere Bilder           |
| Am Markt 7 (Standort) | Gasthaus zum Schwarzen Adler             | Zweigeschossiger Satteldachbau, massiv und verputzt, im Kern 18. Jahrhundert | D-4-76-164-60 Wikidata           | weitere Bilder           |
| Am Markt 9 (Standort) | Pfarrhaus                                | Zweigeschossiger Sandsteinquaderbau mit Satteldach, um 1860 | D-4-76-164-94 Wikidata           | weitere Bilder           |
| Am Markt 11 (Standort) | Katholische Pfarrkirche St. Bartholomäus | Saalbau, eingezogener Chor mit abgewalmtem Dach, Turm über dem dritten Geschoss in Oktogon übergehend, gezahnte Eckquader, um 1600, über älterem Kern, modern erweitert; mit Ausstattung | D-4-76-164-61 Wikidata           | weitere Bilder           |
| Am Markt 11, an der Südseite der Kirche (Standort) | Kreuzschlepper                           | Sandstein, bezeichnet „1732“ Die Sandsteinfigur ruht auf einem 140 cm hohen Sockel, bei dem die jeweils profilierte Basis und der Abschluss stark überkragen. An der Stirnseite befindet sich in einem rechteckigen Feld ein ovaler Schriftschild mit den eingemeißelten Initialen „HH“ und „BH“ und der Jahreszahl „1732“. Die Ecken des Rechteckfeldes sind mit Zierrat versehen. Die 145 cm lange Figur des unter dem Kreuz gestürzten Christus stützt sich mit der rechten Hand auf dem Boden ab, die linke umfasst den Querbalken des Kreuzes.:76–77 | D-4-76-164-61 zugehörig Wikidata | weitere Bilder           |
| Badstraße 18 (Standort) | Hausfigur                                | Heiliger Johannes Nepomuk, 1777 von Johannes Barnickel | D-4-76-164-62 Wikidata           | Hausfigur                |
| Burgstraße 6 (Standort) | Ehemaliges Amtshaus                      | Zweigeschossiger Walmdachbau, verputzt, bezeichnet „1786“, nach Plänen von Lorenz Fink Wappen von Fürstbischof Franz Ludwig von Erthal | D-4-76-164-91 Wikidata           | weitere Bilder           |
| Burgstraße (Standort) | Schloss                                  | Reste einer Burganlage, im Kern spätes 12. Jahrhundert, Umbauten des 16. Jahrhunderts, neueres Walmdach | D-4-76-164-63 Wikidata           | weitere Bilder           |
| Forstamtsstraße 8 (Standort) | Wohnhaus                                 | Zweigeschossiger, verschieferter Satteldachbau mit übergiebeltem Mittelrisalit und Eingangslaube, historistisch, um 1890/1900 | D-4-76-164-92 Wikidata           | Wohnhaus                 |
| Forstamtsstraße 9 (Standort) | Forstamtsgebäude                         | Zweigeschossiger Mansardwalmdachbau mit überkuppeltem Ecktürmchen und Sandsteingliederungen, neubarock, um 1905 Das Gebäude wurde 1904 als Sitz für das Finanzamt Rothenkirchen errichtet. Da die beiden Finanzämter Rothenkirchen und Kronach Ende der 1920er Jahre zusammengelegt wurden, sollte das Gebäude ab Ende 1928 zeitweise neuer Amtssitz für das Bezirksamt Teuschnitz werden. Diese Pläne wurden letztlich jedoch nicht realisiert, weshalb das Gebäude stattdessen von der Staatsforstverwaltung übernommen wurde. | D-4-76-164-65 Wikidata           | weitere Bilder           |
| Friedersdorfer Straße 2, in der Südmauer des Anwesens (Standort) | Zwei Sandsteinreliefs                    | Veronikabild und siebenteiliger Kreuzweg, 18. Jahrhundert Das linke Relief wird von einer Zahnleiste eingeleitet und zeigt unter einem stichbogigen Abschluss auf einer Fläche von 82 × 13 cm das von Voluten flankierte Schweißtuch der Veronika. Das dornengekrönte Haupt Jesu ist mit einem nach oben geschwungenen Oberlippenbart dargestellt. Das rechte Relief ähnelt in seiner Form dem Aufsatz eines Bildstocks. Auf einer Fläche von 54 × 52 cm sind unter einem rundbogigen Abschluss sieben Stationen der Passion Jesu dargestellt: Christus am Ölberg, seine Gefangennahme und seine Geißelung, die Dornenkrönung, die Kreuztragung Christi, seine Entkleidung und zuletzt die Kreuzigung. Ein im Mittelteil des Reliefs angedeuteter Weg zeigt die Lesefolge der Bilder auf. Die beiden Steinreliefs sollen der Überlieferung nach von der abgebrochenen Peterskirche bei Posseck stammen.:74–76 | D-4-76-164-66 Wikidata           | Zwei Sandsteinreliefs    |
| Geyerswörth 8 (Standort) | Wohnhaus                                 | Zweigeschossiger Krüppelwalmdachbau, verschiefert, wohl 18. Jahrhundert | D-4-76-164-67 Wikidata           | weitere Bilder           |
| Kaiser-Karl-Straße 12 (Standort) | Ehemaliges Wohnstallhaus                 | Erdgeschossiger, verschieferter Blockbau mit Satteldach, 18. Jahrhundert, Stallteil modern | D-4-76-164-68 Wikidata           | Ehemaliges Wohnstallhaus |
| Kaiser-Karl-Straße 22 (Standort) | Wohnhaus                                 | Zweigeschossiger Satteldachbau mit übergiebeltem Mittelrisalit und Sandsteingliederungen, verputzt, bezeichnet „1893“ | D-4-76-164-95 Wikidata           | weitere Bilder           |
| Kirchberg, am Friedhof (Standort) | Bildstock                                | Sandstein, gebauchter Pfeiler und vierseitiger Aufsatz mit Tonnenabschluss und Eisenkreuz, 18. Jahrhundert Der konkav-konvex geformte Sockel dieses Bildstocks steht auf einer großen Sandsteinplatte. Vom Sockel erhebt sich ein gebauchter balusterförmiger Pfeilerschaft, der im Oberteil an der Ostseite die Inschrift „Restauriert 1967“ und ein Steinmetzzeichen trägt. Der Aufsatz wird von einem eingezogenen Rundbogen geschlossen und trägt als Bekrönung ein Eisenkreuz. Das Relief an seiner Stirnseite zeigt die Krönung Mariens, an den beiden Schmalseiten sind die Flucht nach Ägypten und die fünf Wunden Christi dargestellt, die vierte Seite ist leer.:83 | D-4-76-164-71 Wikidata           | weitere Bilder           |
| Kirchberg, auf dem Friedhof (Standort) | Friedhofskreuz                           | Gusseisen, um 1900 | D-4-76-164-93 Wikidata           | Friedhofskreuz           |
| Schulstraße, Einmündung Beethovenstraße (Standort) | Bildstock                                | Sandstein, Pfeiler und vierseitiger Aufsatz mit Bildnischen und Bogengiebeln, 1745 Ein Fuhrunglück war der Anlass für die Errichtung dieses Flurdenkmals, das ursprünglich auf einem anderen Grundstück stand. Der konkav-konvex geformte Sockel trägt an seiner Südseite die Inschrift „Valtin Krauß von Rothenkirchen Anno 1745“. Auf dem mit Bandelwerk verzierten Pfeilerschaft ruht ein mit Friesen geschmückter Aufsatz, der unter eingezogenen Rundbogen die folgenden Reliefs zeigt: Gegen Osten die fünf Wunden Christi, gegen Süden den heiligen Nikolaus und einen vor ihm knienden Stifter mit Wickelkind, an der Westseite die Krönung Mariens und gegen Norden die Vierzehn Nothelfer mit dem Jesuskind.:83–84 | D-4-76-164-69 Wikidata           | weitere Bilder           |
| Schulstraße, Einmündung Beethovenstraße (Standort) | Bildstock                                | Sandstein, Pfeiler und vierseitiger Aufsatz mit Bildnischen und Bogengiebeln, 18. Jahrhundert Der Grund für die Errichtung dieses Bildstocks ist nicht überliefert; sein ursprünglicher Standort befand sich wahrscheinlich etwa 750 Meter nordöstlich von Rothenkirchen an einer Furt durch die Haßlach, wo Sockel und Aufsatz des im Laufe der Zeit eingestürzten Denkmals aufgefunden wurden. Auf Betreiben des Rothenkirchener Schulrektors Eidloth wurde die Marter vor 1974 restauriert und in einer Blumenanlage vor dem Schulgebäude neu aufgestellt. Nachdem er dort entfernt und längere Zeit eingelagert worden war, wurde der Bildstock im Jahr 2022 nach einer neuerlichen Restauration in eine Parkfläche im Einmündungsbereich der Beethovenstraße in die Schulstraße versetzt. Der verzierte Sockel des Kleindenkmals ist konkav-konvex geformt. Der bei der ersten Restaurierung neu angefertigte Pfeilerschaft trägt an drei Seiten Dekor und hebt sich mit seiner gelblichen Färbung vom grauen Sandstein der anderen Bestandteile ab. Die vier Felder des Aufsatzes zeigen unter eingezogenen, geschlossenen Rundbogen gegen Süden die Glosberger Muttergottes, gegen Westen die heilige Barbara, gegen Norden die Krönung Mariens und gegen Osten den Erzengel Michael. Als Bekrönung trägt der Aufsatz eine Steinkugel und ein Eisenkreuz.:84–85 | D-4-76-164-70 Wikidata           | weitere Bilder           |
| Kellera; an der Straße nach Friedersdorf, ca. 600 m vor dem Ort (Standort) | Bildstock                                | Sandstein, gewundene, ionische Säule und vierseitiger Aufsatz mit Bildnischen, Bogengiebeln, Kugel und Eisenkreuz, 18. Jahrhundert Der Sockel dieses Bildstocks ist konkav-konvex geformt und trägt die Inschrift „Johann Bernschneider bürger in Friedersdorf 1757“. Auf dem Sockel erhebt sich ein gewundener, mit Trauben und Blättern verzierter Säulenschaft, der mit einem ionischen Kapitell endet. Der Aufsatz wird von eingezogenen Rundbogen geschlossen und trägt als Bekrönung eine Steinkugel und ein Eisenkreuz. Die Reliefs an den vier Seiten zeigen die Krönung Mariens, den heiligen Ägidius, die heilige Barbara und den heiligen Eustachius.:22–23 | D-4-76-164-72 Wikidata           | weitere Bilder           |
| Am Fußweg nach Pressig, 150 m südlich des Ortes (Standort) | Bildstock                                | Sandstein, Säule und Aufsatz, 18. Jahrhundert Der konkav-konvexe Sockel dieses Bildstocks trägt einen glatten Säulenschaft, der in einem ionischen Kapitell endet. Der vierseitige Aufsatz wird von eingezogenen Rundbogen geschlossen und trägt als Bekrönung eine Steinkugel. An drei Seiten befinden sich Bildnischen, in denen bemalte Blechtafeln angebracht sind, die vierte Seite zeigt ein reliefiertes Kleeblattkreuz.:85 | D-4-76-164-74 Wikidata           | weitere Bilder           |
| Der Landleitenbach; Haßlach; Landleitenbach; Nähe Kaiser-Karl-Straße; Kaiser-Karl-Straße 15; Westliches Hofmaas; Ölschnitz; Landleitenweg; Vordere Schwendleite; Hintere Schwendleite; Stockleite; B 85; Landleite; Langenbach; Hohelass; Badstraße 69; Schützenstraße () | Floßbach                                 | Typischer Floßbach (in Stein ausgebaute Ufer: Böschungspflasterungen, Bruchsteinmauer und seltene Steinberollung; nur wenige Querverbauungen) mit Floßteich mit steinerner Schleuse von 1861 und Teichzieherhäuschen (Landleitenfloßteich), oberhalb davon am Ölschnitzbach befindlicher privater Vorgänger-Floßteich von 1818 (Hirschfelder Schutz) und gewölbte Bruchsteinbrücke | D-4-76-164-115 Wikidata          | Floßbach                 |

### Welitsch
| Lage                                                | Objekt                            | Beschreibung | Akten-Nr.                         | Bild            |
| --------------------------------------------------- | --------------------------------- | --- | --------------------------------- | --------------- |
| Welitsch 6 (Standort)                               | Wohnstallhaus                     | Erdgeschossiger, verschieferter Blockbau mit Satteldach, 18. Jahrhundert | D-4-76-164-77 Wikidata            | BW              |
| Welitsch 7 (Standort)                               | Wohnstallhaus                     | Zweigeschossiger, verschieferter Satteldachbau, frühes 19. Jahrhundert | D-4-76-164-78 Wikidata            | BW              |
| Welitsch 11 (Standort)                              | Wohnstallhaus                     | Erdgeschossiger, giebelständiger Blockbau mit Satteldach, teilweise verschiefert, 18. Jahrhundert | D-4-76-164-79 Wikidata            | BW              |
| Welitsch 14 (Standort)                              | Wohnstallhaus                     | Erdgeschossiger, giebelständiger Blockbau mit Satteldach, verschiefert, 17./18. Jahrhundert | D-4-76-164-80 Wikidata            | BW              |
| Welitsch 22 (Standort)                              | Katholische Filialkirche St. Anna | Saalbau aus Sandsteinquadern mit Pilastern, mit Walmdach, eingezogenem Chor, und verschiefertem Chorturm, 1775–1777; mit Ausstattung; von Grabenanlage umgeben | D-4-76-164-76 Wikidata            | weitere Bilder  |
| Welitsch 29 (Standort)                              | Ehemalige Schule                  | Zweigeschossiger, traufständiger Ziegelbau von fünf zu drei Achsen mit Satteldach und zurückspringendem Treppenhausbau, Gliederung durch versetzte Eckquader, Gesimse und Fensterbekrönungen aus Sandstein, bezeichnet „1899“ | D-4-76-164-107 Wikidata           | BW              |
| Welitsch 29 (Standort)                              | Ehemaliges Waschhaus              | Erdgeschossiger Satteldachbau aus Ziegeln und Sandstein, 1901 (archivalisch) | D-4-76-164-107 zugehörig Wikidata | BW              |
| Welitsch 32, im Garten (Standort)                   | Bildstock                         | Sockel und vierseitiger Aufsatz mit Bogenabschluss, Sandstein, 18. Jahrhundert Der Sockel dieses Flurdenkmals ist konkav-konvex profiliert und trägt keine Verzierung. Der Aufsatz ist bereits stark verwittert. Er wird von einem eingezogenen Stichbogen geschlossen, unter dem an der Stirnseite als Relief die Krönung Mariens dargestellt ist. Die Figuren an den beiden Schmalseiten zeigen vermutlich Johannes den Täufer und den auferstandenen Christus.:104 Das Flurdenkmal, dessen originaler Pfeilerschaft abgegangen ist, wurde nach einer Restaurierung am 23. Juli 1975 neu aufgestellt. | D-4-76-164-81 Wikidata            | Bildstock       |
| An der Tettaubrücke (Standort)                      | Bildstock                         | Sockel und vierseitiger Aufsatz mit Bildnischen und Bogengiebeln, Sandstein, 1749 Dieser Bildstock stand ursprünglich am Westrand eines Steinbruchs am alten Kirchweg nach Rothenkirchen, wo das Flurdenkmal im Laufe der Zeit eingestürzt war. Es wurde nach einer Restaurierung, bei der ein Ersatz für den abgegangenen, reich verzierten Pfeilerschaft angefertigt wurde, am 2. November 1974 an seinem heutigen Standort südlich der Brücke über die Tettau neu aufgestellt. Der Sockel ist konkav-konvex geformt und trägt die Inschrift „Hoch gelobt sey die aller Hei. Treyfaldigk. Hannß Fehn Büttner von Welitsch Anno 1749“. Die Reliefs unter den eingezogenen Rundbogen des Aufsatzes zeigen Darstellungen der Krönung Mariens, der fünf Wunden Christi, der Glosberger Muttergottes und der Anna selbdritt. Basis und Rundbogen sind mit Friesen verziert.:103–104 | D-4-76-164-82 Wikidata            | Bildstock       |
| Ortsausgang nach Pressig (Standort)                 | Wegkreuz                          | Gusseisen auf Sandsteinsockel, 19. Jahrhundert Die durchbrochenen Hölzer dieses gusseisernen Wegkreuzes vereinigen sich in der Vierung mit einer ovalen Schrifttafel ohne Inschrift. Der am Kreuz befestigte Korpus blickt zum Himmel empor, seine Füße stehen nebeneinander. Getragen wird das Kreuz von einem walmdachförmigen Sandsteinsockel, der mit einem Sims abschließt. Die Stirnseite des Steins trägt die Inschrift „Zur Ehre Gottes. Gewidmet v. Familie Simon Welitsch. Gelobt sei Jesus Christus! 1921“.:118–119 | D-4-76-164-83 Wikidata            | Wegkreuz        |
| Rauher Berg; am Neukenrother Weg (Standort)         | Bildstock                         | Sockel und vierseitiger Aufsatz mit Bildnischen, Bogengiebeln und Kugelabschluss, Sandstein, 1721 Der beschädigte Aufsatz dieses Flurdenkmals wird von eingezogenen, mit Fries verzierten Rundbogen geschlossen und trägt als Bekrönung eine Steinkugel. Die Reliefs an den vier Seiten zeigen die Krönung Mariens, die Glosberger Muttergottes, die Heilige Familie und die heilige Anna, die Maria lehrt. Der Sockel des Bildstocks ist konkav-konvex profiliert.:105–106 Der neu angefertigte Pfeilerschaft ist mit „1982“ bezeichnet, dem Jahr, in dem das im Laufe der Zeit eingestürzte Flurdenkmal renoviert und neu aufgestellt wurde. | D-4-76-164-84 Wikidata            | Bildstock       |
| Pressiger Berg; am Weg nach Friedersdorf (Standort) | Bildstocksockel                   | Sandstein, 1744 Von diesem Bildstock ist lediglich der stark beschädigte Sockel im Original erhalten, der Pfeilerschaft und der Aufsatz sind abgegangen. Der Sockel ist konkav-konvex profiliert und trägt die Reste der Inschrift „… von Welitsch 1744“. Der vierseitige Aufsatz zeigte einst wohl Reliefs mit Darstellungen der fünf Wunden Christi, zweier Heiliger, der Krönung Mariens und der Vierzehn Nothelfer mit dem Christuskind.:104–105 Im Jahr 1982 wurde das Flurdenkmal mit Neuanfertigungen der fehlenden Teile vervollständigt und neu aufgestellt. | D-4-76-164-85 Wikidata            | Bildstocksockel |
| An der Grenze zu Thüringen ()                       | Vier Grenzsteine                  | | D-4-76-164-86 Wikidata            |                 |

## Ehemalige Baudenkmäler
In diesem Abschnitt sind Objekte aufgeführt, die früher einmal in der Denkmalliste eingetragen waren, jetzt aber nicht mehr. Objekte, die in anderem Zusammenhang also z. B. als Teil eines Baudenkmals weiter eingetragen sind, sollen hier nicht aufgeführt werden. Aktennummern in diesem Abschnitt sind ehemalige, jetzt nicht mehr gültige Aktennummern.
| Lage                                                     | Objekt                   | Beschreibung | Akten-Nr.              | Bild           |
| -------------------------------------------------------- | ------------------------ | --- | ---------------------- | -------------- |
| Brauersdorf Brauersdorf 7 (Standort)                     | Ehemaliges Wohnstallhaus | Eingeschossig, Wohnteil Blockbau, 18. Jahrhundert |                        | BW             |
| Brauersdorf Brauersdorf 14 (Standort)                    | Wohnstallhaus            | Eingeschossiger Blockbau, Wohnteil verschiefert, 18. Jahrhundert |                        | BW             |
| Friedersdorf Friedersdorf 19 (Standort)                  | Wohnstallhaus            | Mit Satteldach, 18. Jahrhundert | D-4-76-164-30 Wikidata | BW             |
| Grössau Grössau 2 (Standort)                             | Wohnstallhaus            | Mit verschiefertem Obergeschoss, 18. Jahrhundert, Erdgeschoss 1952 erneuert |                        | BW             |
| Grössau Grössau 9 (Standort)                             | Wohnstallhaus            | Mit verschiefertem Obergeschoss, wohl 18. Jahrhundert, Erdgeschoss erneuert |                        | BW             |
| Grössau Grössau 12 (Standort)                            | Ehemaliges Wohnstallhaus | Mit verschiefertem Obergeschoss, 19. Jahrhundert |                        | BW             |
| Posseck 1 km südlich des Ortes (Standort)                | Bildstock                | Gewundene Sandsteinsäule, 1742 | D-4-76-164-58 Wikidata | BW             |
| Rothenkirchen Am Markt 1 (Standort)                      | Wohnstallhaus            | Eingeschossig, im Kern 18. Jahrhundert |                        | BW             |
| Rothenkirchen Badstraße 35 (Standort)                    | Wohnstallhaus            | Mit Satteldach, 18. Jahrhundert |                        | BW             |
| Rothenkirchen Burgstraße 16 (Standort)                   | Kreuzgruppe              | 15. Jahrhundert Hierbei handelt es sich um den Aufsatz eines wohl aus dem 15. Jahrhundert stammenden Bildstocks, der in die Südwand des Gebäudes eingelassen ist. Die Stirnseite des Steins zeigt unter einem giebeligen Abschluss als Relief die Darstellung einer Kreuzigungsgruppe.:85 | D-4-76-164-64 Wikidata | BW             |
| Rothenkirchen Friedersdorfer Straße 2 (Standort)         | Wohnstallhaus            | Mit Halbwalmdach, hohes Kellergeschoss, 1826 |                        | BW             |
| Rothenkirchen An der Straße nach Friedersdorf (Standort) | Kruzifix                 | Mit Holzkorpus, 19. Jahrhundert Dieses hölzerne Wegkreuz ruht auf einem aus Bruchsteinen gemauerten Sockel; es trägt an der Rückseite einen rautenförmigen Bretterabschluss und wird von einem Giebeldach geschützt. Der ursprünglich am Kreuz angebrachte und nach 1979 abgegangene Holzkorpus war mit einem geknoteten Lendentuch bekleidet und farblich bemalt. Das Gesicht zeigte statt des üblichen leidenden Gesichtsausdrucks ein leichtes Lächeln.:77 | D-4-76-164-73 Wikidata | weitere Bilder |

## Abgegangene Baudenkmäler
In diesem Abschnitt sind Objekte aufgeführt, die früher einmal in der Denkmalliste eingetragen waren, jetzt aber nicht mehr existieren, z. B. weil sie abgebrochen wurden. Aktennummern in diesem Abschnitt sind ehemalige, jetzt nicht mehr gültige Aktennummern.
| Lage                            | Objekt                   | Beschreibung | Akten-Nr.              | Bild |
| ------------------------------- | ------------------------ | --- | ---------------------- | ---- |
| Pressig Mühlgasse 1 (Standort)  | Ehemaliges Wohnstallhaus | Verschieferter Blockbau, 18. Jahrhundert |                        | BW   |
| Friedersdorf Friedersdorf 12 () | Wohnstallhaus            | Mit Satteldach, Blockbau, 18. Jahrhundert |                        |      |
| Grössau Grössau 13 a (Standort) | Ehemaliges Austragshaus  | Wohnstallbau mit Satteldach, Obergeschoss modern verkleidet, 1851 Das Gebäude wurde abgebrochen, ist jedoch in der Denkmalliste mit Stand vom 26. Februar 2025 noch aufgeführt. | D-4-76-164-38 Wikidata | BW   |